# Selecció de bàsquet de Iugoslàvia

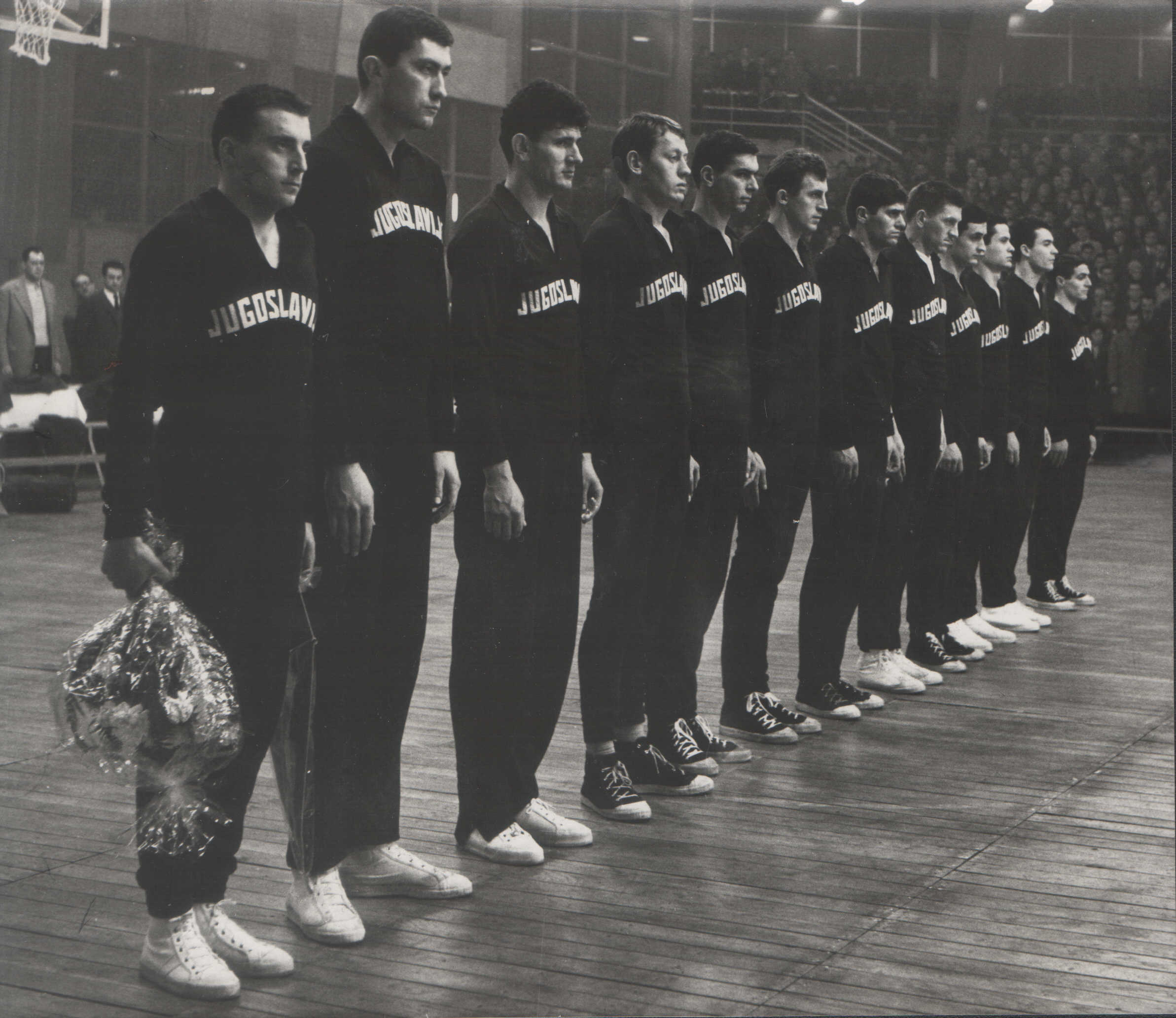
Selecció de Iugoslàvia a l'EuroBasket de 1961 a Belgrad.

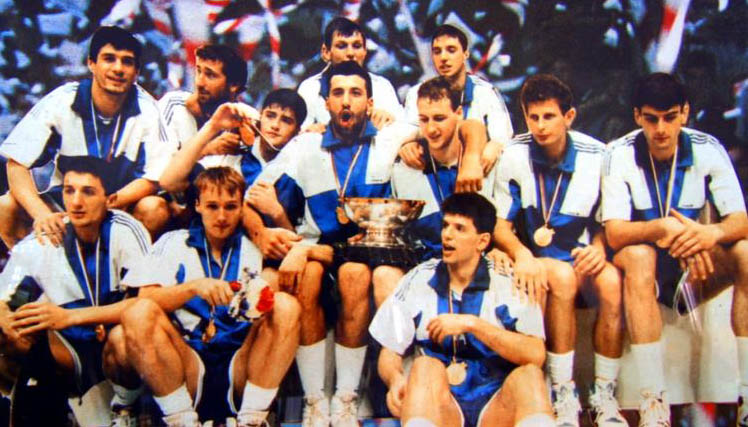
Selecció de Iugoslàvia a l'EuroBasket de 1989.

La Selecció de bàsquet de Iugoslàvia fou l'equip representatiu de Iugoslàvia, que representava la Federació Iugoslava de Bàsquet en les competicions internacionals organitzades per la Federació Internacional de Bàsquet (FIBA) o el Comitè Olímpic Internacional (COI).
Entre els triomfs més destacats de l'equip hi ha una medalla d'or en els Jocs Olímpics de 1980, i tres medalles d'argent (1968, 1976, 1988). En el campionat d'Europa va guanyar cinc títols (1973, 1975, 1977, 1989, 1991) i tres més en el campionat del món (1970, 1978, 1990).

## Classificacions

### Jocs Olímpics
- 1960 - 6
- 1964 - 7
- 1968 -  2
- 1972 - 5
- 1976 -  2
- 1980 -  1
- 1984 -  3
- 1988 -  2

### Campionats mundials
- 1950 - 10
- 1954 - 11
- 1963 -  2
- 1967 -  2
- 1970 -  1
- 1974 -  2
- 1978 -  1
- 1982 -  3
- 1986 -  3
- 1990 -  1

### Campionats europeus
- 1947 - 13
- 1953 - 6
- 1955 - 7
- 1957 - 6
- 1959 - 9
- 1961 -  2
- 1963 -  3
- 1965 -  2
- 1967 - 9
- 1969 -  2
- 1971 -  2
- 1973 -  1
- 1975 -  1
- 1977 -  1
- 1979 -  3
- 1981 -  2
- 1983 - 7
- 1985 - 7
- 1987 -  3
- 1989 -  1
- 1991 -  1

### Jocs Mediterranis
- 1959 -  1
- 1963 -  3
- 1967 -  1
- 1971 -  1
- 1975 -  1
- 1979 -  2
- 1983 -  1
- 1991 - 5

## Jugadors destacats

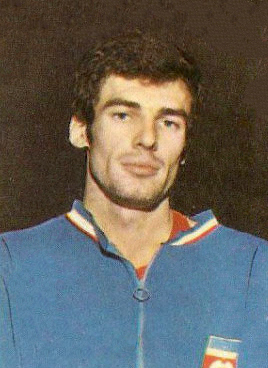
Krešimir Ćosić.

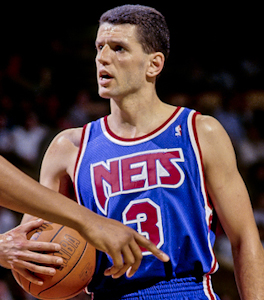
Dražen Petrović.

- Krešimir Ćosić - MVP EuroBasket 1971, 1975, FIBA Hall of Fame
- Dražen Dalipagić - MVP Mundial 1978, MVP EuroBasket 1977, FIBA Hall of Fame
- Ivo Daneu - MVP Mundial 1967, FIBA Hall of Fame
- Predrag Danilović - 50 contribuïdors Eurolliga
- Mirza Delibašić - FIBA Hall of Fame
- Vlade Divac - FIBA Hall of Fame
- Aleksandar Đorđević - 50 contribuïdors Eurolliga
- Vinko Jelovac - 5 ideal Mundial 1974
- Dragan Kićanović - MVP Mundial 1974, FIBA Hall of Fame
- Radivoj Korać - MVP EuroBasket 1961, FIBA Hall of Fame
- Toni Kukoč - MVP Mundial 1990, MVP EuroBasket 1991
- Žarko Paspalj - 5 ideal EuroBasket 1989
- Dražen Petrović - MVP Mundial 1986, MVP EuroBasket 1989
- Dino Rađa - Naismith Memorial Basketball Hall of Fame
- Zoran Slavnić - FIBA Hall of Fame
- Jure Zdovc - FIBA Hall of Fame